# She's Dating the Gangster
She's Dating the Gangster é um filme filipino do gênero romântica e comédia dramática, dirigida por Cathy Garcia-Molina. Estrelada por Kathryn Bernardo e Daniel Padilla, foi distribuído pela Star Cinema com co-produção da Summit Media. Baseado no romance best-seller de mesmo nome publicado originalmente na seção Teen Talk em Candymag.com e mais tarde foi popularizado em Wattpad.

## Elenco

### Elenco principal
- Kathryn Bernardo como Athena Dizon (jovem) / Kelai Dizon
- Daniel Padilla como Kenji Delos Reyes (jovem) / Kenneth Delos Reyes

### Elenco de apoio
- Khalil Ramos como Lucas Lazaro (jovem)
- Sofia Andres como Athena Abigail Tizon
- Igi Boy Flores como Kirby Araneta (jovem)
- Marco Gumabao como Stephen (jovem)
- Pamu Pamorada como Sara Jung
- Alexander Diaz como Jigs Bala (jovem)
- John Uy como Mickey (jovem)
- Yanna Asistio como Grace Matic (jovem)
- Matutina como Nana Buding
- Arnold Reyes como Gerry Dizon
- Niña Dolino como a madrasta de Athena
- Justin Gonzales como Nathan Dizon
- Kobi Vidanes como Carl Dizon
- Julian Estrada como Jet

### Participações especiais
- Richard Gomez[5] como Kenji Delos Reyes (presente)
- Dawn Zulueta[5] como Athena Dizon (presente)
- Ian Veneracion como Lucas Lazaro (presente)
- Rio Locsin como a mãe de Abigail
- Yayo Aguila como Grace Matic (presente)
- William Lorenzo como Jigs Bala (presente)
- Allan Paule como Mickey (mais velho)
- Niño Muhlach como Kirby Araneta (presente)
- Ramon Christopher como Stephen (presente)

### Cameos
- Pooh
- Karen Reyes
- JM De Guzman
- Joem Bascon
- Janus del Prado
- Hyubs Azarcon
- Jojit Lorenzo
- Joross Gamboa
- Ketchup Eusebio
- Rayver Cruz